# Селджукиди
 Тази статия е за династията.  За народа вижте селджуци.  
Селджукидите са династията на селджукските владетели, управлявала техните държави. Управляват териториите на Централна Азия, Близкия изток и Мала Азия от средата на ІХ век до края на ХІІІ век.

## Владетели наВелики Селджук1037–1157
- Тогрул I бин Микаил 1037 – 1063
- Алп Арслан бин Чагри 1063 – 1072
- Джалал ад-Давлах Малик Шах I 1072 – 1092
- Насир ад-Дин Махмуд I 1092 – 1094
- Рух ад-Дин Баркиярук 1094 – 1105
- Муиз ад-Дин Ахмед Санджар 1097 – 1157
- Муиз ад-Дин Малик Шах II 1105
- Гият ад-Дин Мехмед I Тапар 1105 – 1118
- Махмуд II 1118 – 1131
- Давуд 1131 – 1132
- Тогрул II 1132 – 1134
- Масуд 1134 – 1152
- Малик Шах III 1152 – 1153
- Мехмед II 1153 – 1160
- Сюлейман Шах 1160 – 1161
- Арслан Шах 1161 – 1176
- Тогрул III 1176 – 1194

## Селджукски владетели на Керман1041–1187
Керман е област в Южна Персия. През 1187 г. тя е завладяна от великия селджук Тугрил III.
- Кавурд 1041 – 1073
- Керман Шах 1073 – 1074
- Султан Шах 1074 – 1075
- Хюсеин Омар 1075 – 1084
- Туран Шах I 1084 – 1096
- Иран Шах 1096 – 1101
- Арслан Шах I 1101 – 1142
- Мехмед I 1142 – 1156
- Тугрил Шах 1156 – 1169
- Бахрам Шах 1169 – 1174
- Арслан Шах II 1174 – 1176
- Туран Шах II 1176 – 1183
- Мехмед II 1183 – 1187

## Селджукски владетели вСирия1076–1117
- Абу Саид Тадж ад-Давла Тутуш I 1085 – 1086
- Малик Шах I 1086 – 1087
- Касим ад-Давла Абу Саид Ак Сункур ал-Хаджиб 1087 – 1094
- Абу Саид Тадж ад-Давла Тутуш I (повторно) 1094 – 1095
- Фахр ал-Мюлк Радван 1095 – 1113
- Тадж ад-Давла Алп Арслан ал-Ахрас 1113 – 1114
- Султан Шах 1114 – 1123

## Султани и емири наДамаск
- Азиз ибн Абаак ал-Хорезми 1076 – 1079
- Абу Саид Тадж ал-Давла Тутуш I 1079 – 1095
- Абу Наср Шамс ал-Мюлюк Дукак 1095 – 1104
- Тутуш II 1104
- Мухи ад-Дин Бакташ 1104

## Атабегове на Алепо
- Люлю 1114 – 1117
- Шамс ал-Хавас Ярикташ 1117
- Имад ад-Дин Зенги 1128 – 1146

## Селджукски султани наИконийския султанат(Румски султанат)1077–1307
- Куталмиш 1060 – 1077
- Сюлейман ибн Куталмиш 1077 – 1086
- Килидж Арслан I 1092 – 1107
- Малик Шах 1107 – 1116
- Масуд 1116 – 1156
- Килидж Арслан II 1156 – 1192
- Кай Хосрой I 1192 – 1196
- Сюлейман II 1196 – 1204
- Килидж Арслан III 1204 – 1205
- Кай Хосров I (повторно) 1205 – 1211
- Кай Каус I 1211 – 1220
- Кай Кубадх I 1220 – 1237
- Кай Хосрой II 1237 – 1246
- Кай Каус II 1246 – 1260
- Килидж Арслан IV 1248 – 1265
- Кай Кубадх II 1249 – 1257
- Кай Хосрой II (повторно) 1257 – 1259
- Кай Хосрой III 1265 – 1282
- Масуд II 1282 – 1284
- Кай Кубадх III 1284
- Масуд II (повторно) 1284 – 1293
- Кай Кубадх III (повторно) 1293 – 1294
- Масуд II (трети път) 1294 – 1301
- Кай Кубадх III (трети път) 1301 – 1303
- Масуд II (четвърти път) 1303 – 1307
- Масуд III 1307